# Bellaire Historic Society and Toy Museum
O Bellaire Historic Society and Toy Museum é um museu temático localizado em Bellaire, Ohio, nos Estados Unidos da América.
Fundado em 2006, por Dan Brown, é o depositário da maior coleção particular do brinquedo Lego no mundo. De acordo com o Guinness World Records, possui mais de 4 milhões de peças de Lego e também possui a maior imagem de Lego do mundo. O acervo do museu inclui ainda obras de Jason Burik e Nathan Sawaya.